# Borger-Odoorn
Pour les articles homonymes, voir Borger et Odoorn (homonymie).
Borger-Odoorn est une commune des Pays-Bas de la province de Drenthe.

## Histoire
La commune de Borger-Odoorn a été créée le 1er janvier 1998 par la fusion des communes de Borger et Odoorn.

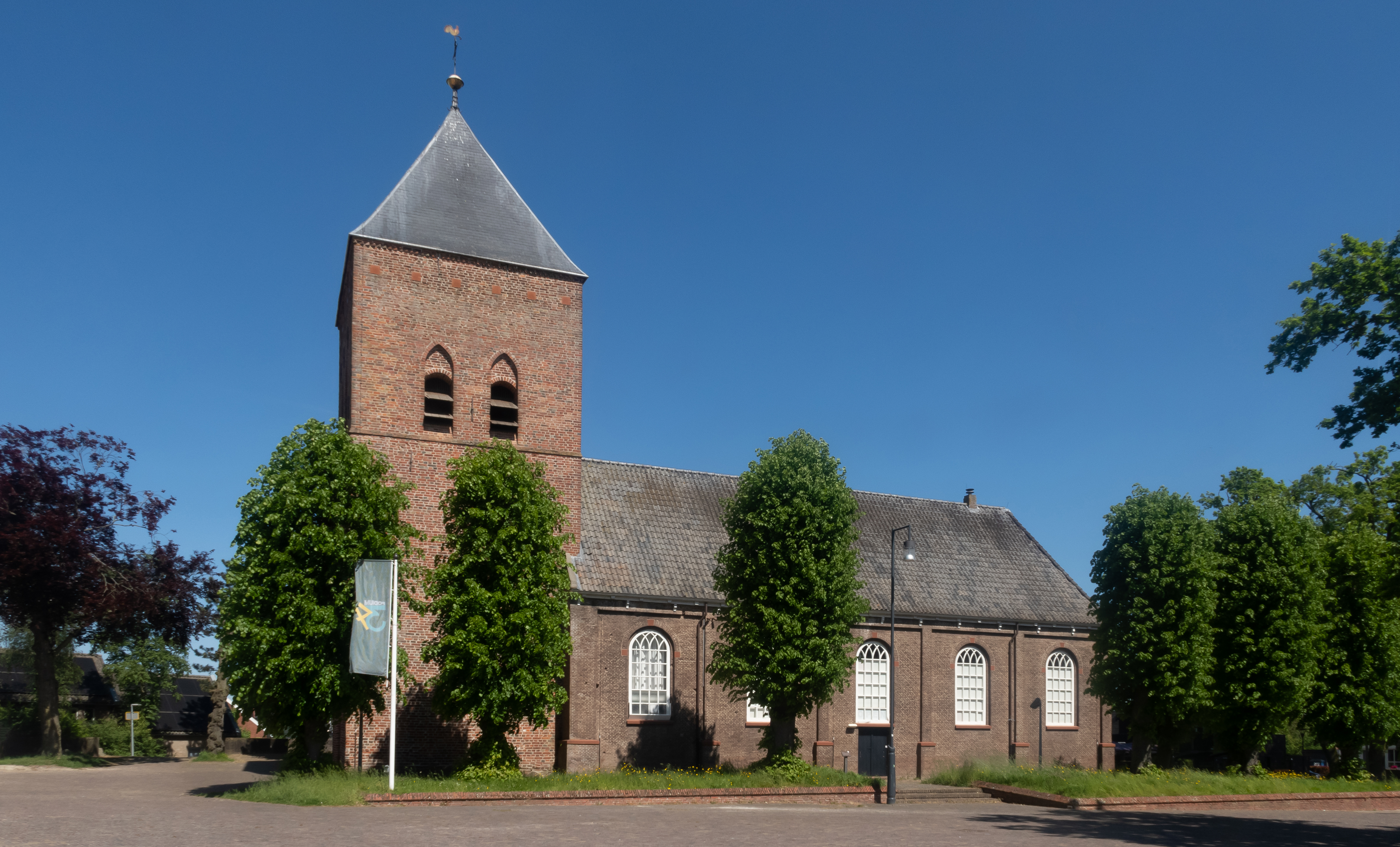
Borger, l'église protestante (Willibrorduskerk).

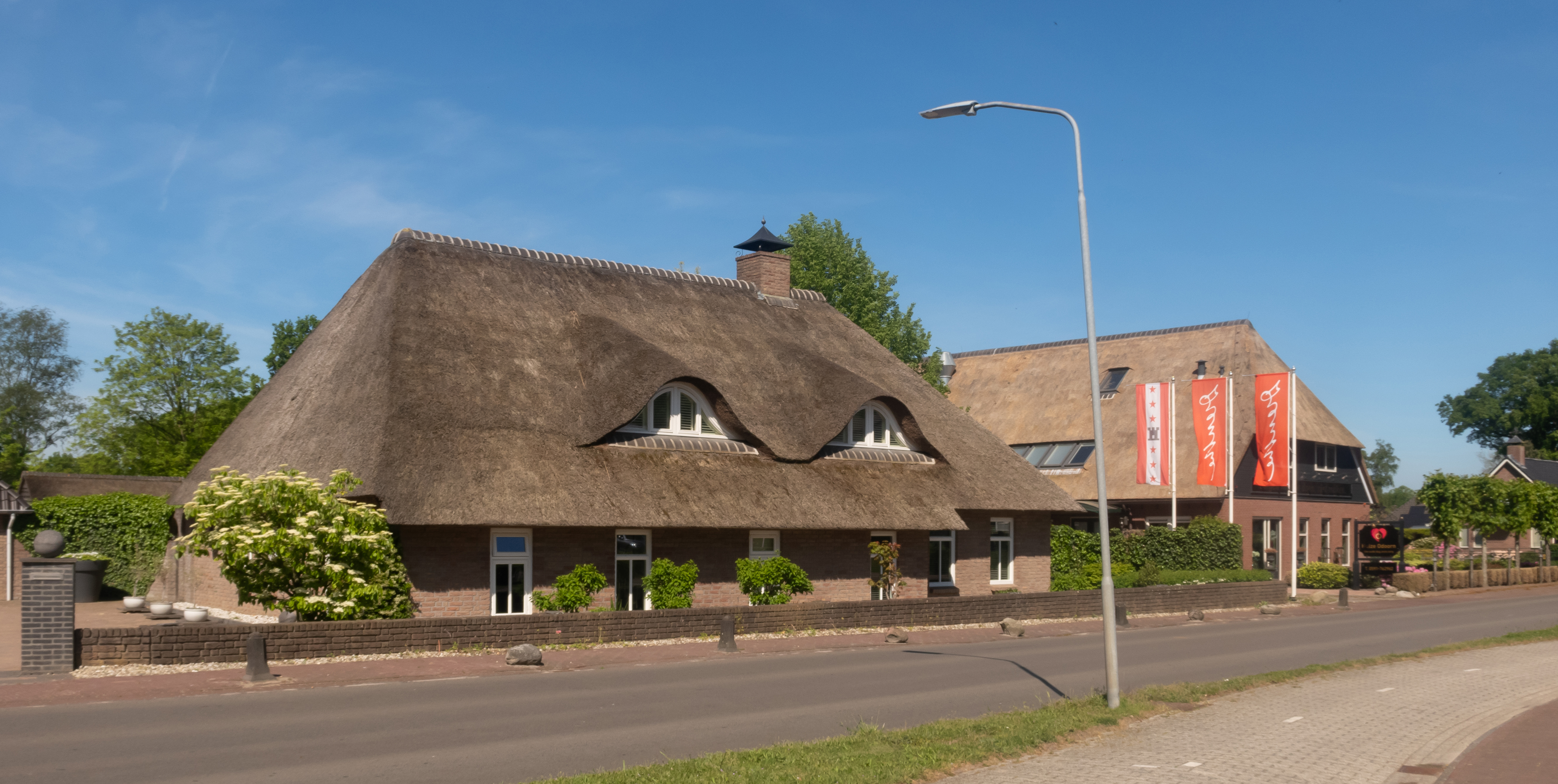
Odoorn, la villa dans la rue (Hoofdstraat) à côté de la Huize Odoorn.

## Localités
Boermastreek - Borger - Bronneger - Bronnegerveen - Buinen - Buinerveen - Drouwen - Drouwenermond - Drouwenerveen - Eerste Exloërmond - Ees - Eesergroen - Eeserveen - Ellertshaar - Exloo - Exloërkijl - Klijndijk - Nieuw-Buinen - Odoorn - Odoornerveen - Tweede Exloërmond - Tweede Valthermond - Valthe - Valtherblokken - Valthermond - Westdorp - Zandberg